# Leichenraub

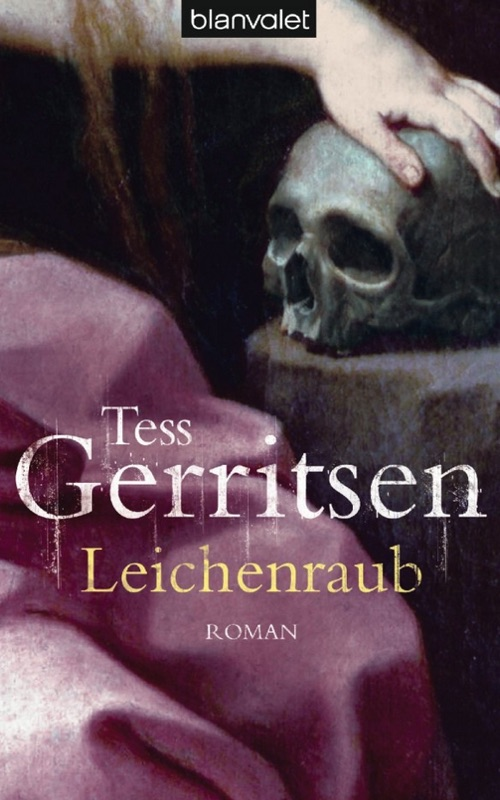
Leichenraub

Leichenraub (engl.: The Bone Garden) ist ein 2008 in Deutschland erschienener historischer Roman der US-amerikanischen Schriftstellerin Tess Gerritsen.
Die Originalvorlage stammt aus dem Jahr 2007 und wurde von Andreas Jäger übersetzt. Der Medizinthriller verknüpft zwei Zeitebenen, wobei die geschichtlichen Ereignisse im Boston des frühen 19. Jahrhunderts im Vordergrund stehen und von einer Rahmenhandlung in der Gegenwart begleitet werden. Zu Beginn der Geschichte tritt die aus der Isles-&-Rizzoli-Reihe bekannte Pathologin Dr. Maura Isles als Nebenfigur in Erscheinung.

## Handlung
Die geschiedene Lehrerin Julia Hamill entdeckt bei Gartenarbeiten auf dem Grundstück ihres kürzlich erworbenen Hauses in Massachusetts ein menschliches Skelett. Untersuchungen der Gerichtsmediziner ergeben, dass es die Gebeine einer jungen Frau sind, die vor mehr als 150 Jahren gelebt hat und höchstwahrscheinlich ermordet wurde. Über den greisen Cousin der verstorbenen Vorbesitzerin des Hauses und Familienchronisten Henry Page erfährt Julia von der Existenz alter Briefe, die Aufschluss über das Schicksal der Frau geben könnten. Zusammen mit Henry und dessen Großneffen Tom kommt Julia einer Mordserie auf die Spur, die sich im Boston des Jahres 1830 zugetragen hatte.
Die irische Einwanderin Rose Connolly muss miterleben, wie ihre Schwester Aurnia kurz nach der Niederkunft im Krankenhaus an Kindbettfieber stirbt. Schon bald scheinen sich einige Menschen für das neugeborene Kind namens Margaret zu interessieren. Um ihre kleine Nichte zu beschützen, versteckt sich die 17-Jährige in den Elendsvierteln der winterlichen Stadt. Mit ihren spärlichen Einnahmen als Näherin bezahlt sie eine Amme für Meggie. Zur selben Zeit studiert der Farmersohn Norris Marshall am Boston Medical College. Anstatt die Abende mit seinen Kommilitonen zu verbringen, hilft er dem Leichendieb bei nächtlichen Grabschändungen, um sein Studium zu finanzieren.
Als zwei Hebammen auf grausame Weise ermordet werden, kreuzen sich die Wege beider Protagonisten. Norris hatte sich in unmittelbarer Nähe beider Tatorte aufgehalten und den Täter als Gestalt mit schwarzem Cape und Totenschädel beschrieben. Ohne einflussreiche Familie und aus früheren Jahren mit dem Schlachterhandwerk bestens vertraut, ist Norris für die einfältige Nachtwache Pratt der Hauptverdächtige. Um seine Unschuld zu beweisen, begibt er sich auf die Suche nach Rose, die den Mörder ebenfalls gesehen und ähnlich charakterisiert hatte. Die aus armen Verhältnissen stammenden Gejagten entwickeln in ihrer bedrohlichen Situation gegenseitige Sympathie. Während Rose überzeugt ist, dass der West End Reaper auch sie verfolgt, muss Norris fürchten, von seinem Umfeld vorverurteilt zu werden.
Norris’ besondere Begabung ist Dr. Aldous Grenville, Dekan der Medizinischen Hochschule, nicht verborgen geblieben. Er sorgt dafür, dass Norris trotz öffentlichen Drucks am College verbleiben kann. Im Gegensatz zu Grenvilles Neffen Charles verfügt Norris als Autodidakt im Umgang mit menschlichen Körpern über außergewöhnliche Fähigkeiten, die ihm Zugang zu gesellschaftlich höheren Kreisen bei Empfängen in Grenvilles stattlichem Haus verschaffen. Zu den wenigen Studienkollegen, denen Norris uneingeschränkt vertrauen kann, gehört neben Charles auch Harvard-Absolvent Oliver Wendell Holmes. Unter Mithilfe von Wendell decken Rose und Norris ein Familiengeheimnis auf, das beide in höchste Gefahr bringt.

## Weltbild
Der Roman thematisiert vordergründig eine Mordserie, ausgelöst von persönlichen Motiven des Täters wie krankhafter Liebe und Eifersucht. Mit der detailreichen Schilderung der Lebensumstände vor dem Beginn des industriellen Zeitalters gibt die Autorin einen differenzierten Einblick in die Sozialgeschichte der Vereinigten Staaten. Überholte gesellschaftliche Konventionen und Rollenbilder sowie die unterentwickelte medizinische Versorgung ergeben einen zusätzlichen Spannungsbogen. Krankheitserreger als Verursacher von Infektionen waren unbekannt. Ignaz Semmelweis und Oliver Wendell Holmes leiteten Mitte des 19. Jahrhunderts ein Umdenken ein. Wissenschaftliche Studien zeigten einen Zusammenhang zwischen dem epidemiehaft auftretenden Kindbettfieber und mangelnder Hygiene der behandelnden Ärzte beim Wechsel zwischen Sektionssaal und Wöchnerinnenstation.
Der deutsche Romantitel verweist auf ein weiteres Problem: Die Universitäten waren für den praktischen Unterricht auf Anschauungsmaterial angewiesen. Um den wachsenden Bedarf an menschlichen Körpern zu decken, entwickelte sich ein illegales Geschäft. Leichenräuber entwendeten kürzlich Verstorbene aus Leichenhäusern oder von Friedhöfen. Da diese Art der Beschaffung mit der Zeit wenig einträglich und zudem gefährlich wurde, schreckten die kriminellen Händler in Einzelfällen auch nicht vor Mord zurück.
Neben Oliver Wendell Holmes füllt William Lloyd Garrison, Schriftsteller und Vorkämpfer für die Abschaffung der Sklaverei, eine weitere fiktive Rolle im Roman aus.